# Ліньєроль (Орн)
Ліньєро́ль (фр. Lignerolles) — колишній муніципалітет у Франції, у регіоні Нормандія, департамент Орн. Населення — 168 осіб (2011).
Муніципалітет був розташований на відстані близько 135 км на захід від Парижа, 100 км на південний схід від Кана, 45 км на північний схід від Алансона.

## Історія
До 2015 року муніципалітет перебував у складі регіону Нижня Нормандія. Від 1 січня 2016 року належав до нового об'єднаного регіону Нормандія.
1 січня 2016 року Ліньєроль, Отей, Бівільє, Брезолетт, Бюбертре, Шам, Ла-Потрі-о-Перш, Препотен, Рандонне i Турувр було об'єднано в новий муніципалітет Турувр-о-Перш.

## Демографія
Динаміка населення (INSEE ):
Розподіл населення за віком та статтю (2006):
| Стать | Всього | До 15 років | 15-24 | 25-44 | 45-64 | 65-85 | Понад 85 |
| --- | ------ | ----------- | ----- | ----- | ----- | ----- | -------- |
| Чоловіки | 76     | 16          | 0     | 24    | 24    | 8     | 4        |
| Жінки | 92     | 12          | 16    | 28    | 20    | 4     | 12       |
| \| Статево-вікова піраміда \| Статево-вікова піраміда \| Статево-вікова піраміда \| \| ----------------------- \| ----------------------- \| ----------------------- \| \| Чоловіки \| Вік \| Жінки \| \| 4 \| 85 + \| 12 \| \| 0 \| 80-84 \| 0 \| \| 4 \| 75-79 \| 0 \| \| 4 \| 70-74 \| 0 \| \| 0 \| 65-69 \| 4 \| \| 12 \| 60-64 \| 8 \| \| 4 \| 55-59 \| 8 \| \| 0 \| 50-54 \| 0 \| \| 8 \| 45-49 \| 4 \| \| 12 \| 40-44 \| 12 \| \| 4 \| 35-39 \| 8 \| \| 8 \| 30-34 \| 8 \| \| 0 \| 25-29 \| 0 \| \| 0 \| 20-24 \| 12 \| \| 0 \| 15-20 \| 4 \| \| 8 \| 10-14 \| 0 \| \| 8 \| 5-9 \| 8 \| \| 0 \| 0-4 \| 4 \| |        |             |       |       |       |       |          |
| Статево-вікова піраміда |        |             |       |       |       |       |          |
| Чоловіки | Вік    | Жінки       |       |       |       |       |          |
| 4 | 85 +   | 12          |       |       |       |       |          |
| 0 | 80-84  | 0           |       |       |       |       |          |
| 4 | 75-79  | 0           |       |       |       |       |          |
| 4 | 70-74  | 0           |       |       |       |       |          |
| 0 | 65-69  | 4           |       |       |       |       |          |
| 12 | 60-64  | 8           |       |       |       |       |          |
| 4 | 55-59  | 8           |       |       |       |       |          |
| 0 | 50-54  | 0           |       |       |       |       |          |
| 8 | 45-49  | 4           |       |       |       |       |          |
| 12 | 40-44  | 12          |       |       |       |       |          |
| 4 | 35-39  | 8           |       |       |       |       |          |
| 8 | 30-34  | 8           |       |       |       |       |          |
| 0 | 25-29  | 0           |       |       |       |       |          |
| 0 | 20-24  | 12          |       |       |       |       |          |
| 0 | 15-20  | 4           |       |       |       |       |          |
| 8 | 10-14  | 0           |       |       |       |       |          |
| 8 | 5-9    | 8           |       |       |       |       |          |
| 0 | 0-4    | 4           |       |       |       |       |          |

## Економіка
2010 року серед 94 осіб працездатного віку (15—64 років) 72 були активними, 22 — неактивними (показник активності 76,6%, у 1999 році було 63,0%). З 72 активних мешканців працювало 65 осіб (36 чоловіків та 29 жінок), безробітними було 7 (3 чоловіки та 4 жінки). Серед 22 неактивних 5 осіб було учнями чи студентами, 12 — пенсіонерами, 5 були неактивними з інших причин.

У 2010 році в муніципалітеті числилось 70 оподаткованих домогосподарств, у яких проживали 169,0 особи, медіана доходів виносила 16 973 євро на одного особоспоживача